# John Mitchel

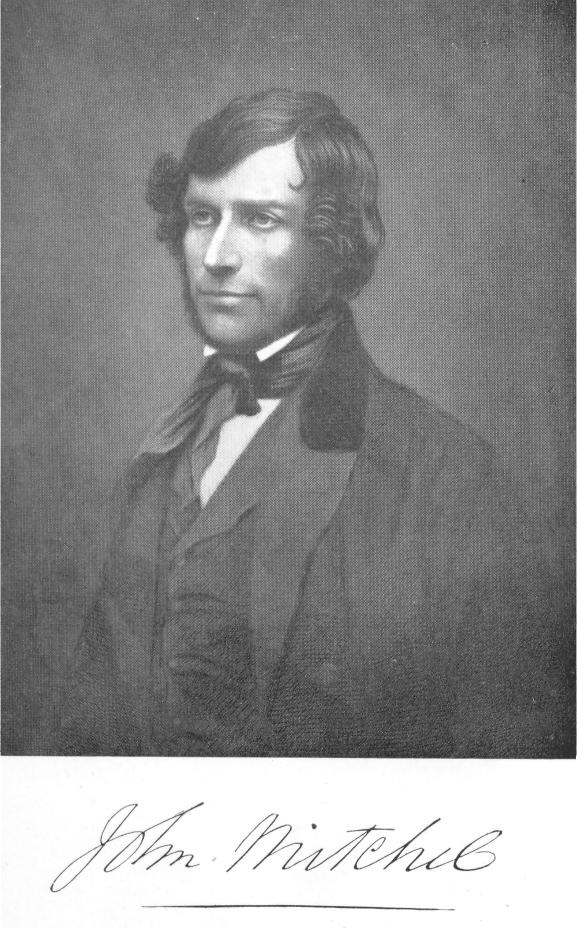
John Mitchel

John Mitchel (em irlandês:  Seán Mistéal, 3 de novembro de 1815 – 20 de março de 1875) foi um nacionalista irlandês, solicitador e jornalista político. Nascido em Camnish, perto de Dungiven, Condado de Derry, Irlanda, tornou-se líder proeminente da Jovem Irlanda e da Confederação Irlandesa. Foi uma voz pública defendendo as causas do sul nos Estados Unidos nas décadas de 1850 e 1860, antes de ser eleito para a Câmara dos Comuns do Reino Unido, mas foi demitido por cometimento de delito. O seu Jail Journal é um dos textos mais conhecidos do nacionalismo irlandês.
John Mitchel foi educado primeiramente na Universidade de Glasgow, e entrou no ministério da Igreja Presbiteriana como ministro. Até ao ano de 1810, foi encarregado de uma igreja perto de Dungiven, no condado de Derry. Aí conheceu e se casou com Maria Haslett. Em 1819, foi chamado para ir para Derry, onde permaneceu durante cerca de quatro anos, até ir para Newry ou Armagh.
Acusado de sedição em 1848, foi enviado para o degredo na América do Norte.
Mitchel era um crítico do sistema capitalista internacional, que culpava pela Guerra Civil Americana e pela Grande fome de 1845-1849 na Irlanda. Em 1861 Mitchel escreveu The Last Conquest of Ireland (Perhaps), acusando a Inglaterra de "assassinato deliberado" pela sua ação durante a fome de 1845 na Irlanda. Esta sua posição fez muito para estabelecer a ideia, como defendia, que "o Todo Poderoso enviou a peste da batata, mas os ingleses criaram a Grande Fome."

## Obras de John Mitchel
- An Apology for the British Government in Ireland, John Mitchel, O Donoghue & Company. 1905
- Jail Journal, John Mitchel, M.H. Gill & Sons, LTD 1914
- Jail Journal: with continuation in New York & Paris, John Mitchel, M.H. Gill & Son, Ltd
- The Crusade of the Period, John Mitchel, Lynch, Cole & Meehan 1873
- Last Conquest Of Ireland (Perhaps), John Mitchel, Lynch, Cole & Meehan 1873
- History of Ireland, from the Treaty of Limerick to the Present Time, John Mitchel, Cameron & Ferguson 1868
- Reply to the Falsification of History by James Anthony Froude, Entitled 'The English in Ireland' or The Crusade of the Period, John Mitchel, Cameron & Ferguson n.d.
- History of Ireland, from the Treaty of Limerick to the Present Time (2 Vol), John Mitchel, James Duffy 1869
- Life of Hugh O'Neil  John Mitchel P.M. Haverty 1868
- The Last Conquest of Ireland (Perhaps), John Mitchel, (Glasgow, 1876 - reprinted University College Dublin Press, 2005) ISBN I-905558-36-4
- Davis, Poem's and Essays Complete, Introduction by John Mitchel, P. M. Haverty, P.J. Kenedy, 9/5 Barclay St. New York, 1876.